# Надеждінка (Новосибірська область)
Надеждінка (рос. Надеждинка) — присілок у Сєверному районі Новосибірської області Російської Федерації.
Входить до складу муніципального утворення Останінська сільрада. Населення становить 1 особа (2010).

## Історія
Згідно із законом від 2 червня 2004 року органом місцевого самоврядування є Останінська сільрада.

## Населення
| 1926 | 2002 | 2007 | 2010 |
| ---- | ---- | ---- | ---- |
| 278  | ↘9   | ↘1   | →1   |